# Sonet 18 (William Szekspir)

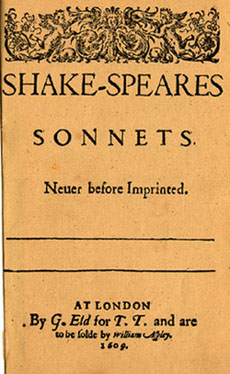
Strona tytułowa pierwszego wydania sonetów Shakespeare’a

Sonet 18 (Czy mam przyrównać cię do dnia letniego?) – prawdopodobnie najbardziej znany spośród cyklu sonetów autorstwa Williama Shakespeare’a. Odniesienia do niego można znaleźć w filmach takich jak Zakochany Szekspir czy Stowarzyszenie Umarłych Poetów. W filmie "Nomadland" (2020) sonet deklamuje odtwórczyni głównej roli, Frances McDormand.

## Zarys
Utwór ten jest częścią cyklu sonetów (1-126), w których podmiot liryczny zwraca się do Młodzieńca (ang. Fair Youth). Przyjmuje się, że to on jest jego adresatem, mimo że nie ma na to bezpośredniego dowodu w tekście. Jako pierwszy opisuje miłość poety do innego mężczyzny. Najpierw Szekspir porównuje go do dnia letniego, by stwierdzić wreszcie, że Fair Youth jest piękniejszy i bardziej łagodny. 
Podmiot liryczny podaje także negatywne cechy lata: jest za krótkie, czasem słońce świeci zbyt mocno. Co więcej, piękno młodzieńca przetrwa wieki, inaczej niż uroda letniego dnia. 
Przez przeniesienie jego piękna do poezji Szekspir chce sprawić, by trwało ono wiecznie:

"Póki ma ludzkość wzrok, a w piersi tchnienie, 

Będzie żył wiersz ten, a w nim twe istnienie.” 